# Тетрархия
Тетрархията (на гръцки: τετραρχία, управление на четирима) е форма на управление, в която властта е поделена между четирима души (тетрарси).
Като правило с тетрархия се означава системата, въведена в Древен Рим от император Диоклециан през 293 г. и продължила до 313 г. С нейното въвеждане е разрешена кризата в Римската империя от 3 век. Римската империя е разделена на 2 половини, Западна и Източна, всяка от които управлявана от абсолютен монарх, наречен август (от латински: господар), и избран от него цезар, представляващ негов наместник (на 1/4 от Империята) и официален наследник. Цезарът можело да е свързан с августа не само чрез кръвно родство, но и чрез адопция (осиновяване). Тази система се въвежда с цел предотвратяване на граждански войни, подобни на тези в 3 век, но не постига тази цел, и води до нови такива.
За тази форма на управление е характерен култ към личността на владетеля.

## Столици на тетрархията
Четирите столици на тетрарсите били:
- Никомедия в Северозападна Мала Азия (днес Измит в Турция) - столица на Диоклециан
- Сирмиум (днес Сремска Митровица, Войводина, Сърбия - столица на Галерий
- Медиолан (днес Милано, Италия) - столица на Максимиан, западния август
- Августа Треверорум (днес Трир, Германия) - столица на Констанций Хлор